# 2003-as UEFA-kupa-döntő
A 2003-as UEFA-kupa-döntő 2003. május 21-én került megrendezésre a sevillai Estadio Olímpico de Sevilla-ban a skót Celtic és a portugál Porto csapatai között.
A mérkőzést a Porto nyerte 3–2-re Derlei hosszabbításban szerzett találatával.
Először fordult elő az UEFA-kupa döntők történetében, hogy a hosszabbításban alkalmazták az ezüstgól szabályt, így nem ért véget a mérkőzés, hanem lejátszották a teljes hosszabbítást.

## A döntő részletei
| 2003. május 21. 20:45 (CET) |

| Celtic FC                         | 2–3 (h.u.)                  | FC Porto                                                |
| --------------------------------- | --------------------------- | ------------------------------------------------------- |
| H. Larsson 47' 57' Baldé 80′, 96′ | (0 – 1, 2–2) ] Jegyzőkönyv] | Derlei 45+1' 115' Alenyicsev 54' Nuno Valente 63′, 120′ |

| Estadio Olímpico de Sevilla, Sevilla Nézőszám: 52 972 Játékvezető: Micheľ (szlovák) |

| Celtic | FC Porto |

| CELTIC: |    |                            |
| |    |                            |
| GK | 20 | Robert Douglas             |
| CB | 5  | Joos Valgaeren 8' 64'      |
| CB | 6  | Bobo Baldé 80′, 96′        |
| CB | 35 | Johan Mjällby              |
| RWB | 17 | Didier Agathe              |
| CM | 14 | Paul Lambert (c) 76'       |
| CM | 18 | Neil Lennon 59'            |
| CM | 19 | Sztilijan Petrov 102' 105' |
| LWB | 8  | Alan Thompson              |
| CF | 9  | Chris Sutton               |
| CF | 7  | Henrik Larsson             |
| Cserék: |    |                            |
| GK | 21 | Magnus Hedman              |
| DF | 4  | Jackie McNamara 76'        |
| DF | 16 | Ulrik Laursen 64'          |
| MF | 3  | Mohammed Sylla             |
| MF | 39 | James Smith                |
| FW | 12 | David Fernández            |
| FW | 29 | Shaun Maloney 105'         |
| Vezetőedző: |    |                            |
| Martin O’Neill Mérkőzés embere: Henrik Larsson Asszisztensek: Igor Šramka Martin Balko 4. számú játékvezető: Anton Stredak |    |                            |

| FC PORTO:     |    |                         |
|               |    |                         |
| GK            | 99 | Vítor Baía              |
| RB            | 22 | Paulo Ferreira          |
| CB            | 2  | Jorge Costa (c) 71'     |
| CB            | 4  | Ricardo Carvalho        |
| LB            | 8  | Nuno Valente 63′, 120′  |
| RM            | 15 | Dmitrij Alenyicsev      |
| CM            | 6  | Costinha 9'             |
| LM            | 18 | Maniche 120'            |
| AM            | 10 | Deco                    |
| CF            | 11 | Derlei                  |
| CF            | 21 | Capucho 98'             |
| Cserék:       |    |                         |
| GK            | 13 | Nuno Espírito Santo     |
| DF            | 3  | Pedro Emanuel 71'       |
| DF            | 5  | Ricardo Costa 9'        |
| DF            | 14 | César Peixoto           |
| MF            | 28 | Clayton                 |
| FW            | 66 | Tiago                   |
| FW            | 78 | Marco Ferreira 98' 120' |
| Vezetőedző:   |    |                         |
| José Mourinho |    |                         |

## Lásd még
- 2002–2003-as UEFA-kupa